# شکربوته برفی
شکربوته برفی (نام علمی: Protea cryophila) نام یک گونه از سرده شکربوته‌ها است.